# 時錦恒則
時錦 恒則（ときにしき つねのり、1931年2月13日 - 1991年8月7日）は、福岡県糟屋郡新宮町大字下府出身で時津風部屋に所属した大相撲力士。本名は小林 恒則（こばやし つねのり）。最高位は西張出小結（1958年3月場所）。現役時代の体格は193cm、117kg。得意手は右四つ、寄り。

## 来歴・人物
実家は農家で、小学校卒業後は家業を手伝っていたが、18歳の時に時津風部屋へ入門。1949年5月場所にて初土俵を踏んだ。同期生には、後の前頭・福田山らがいる。
193cmという長身を誇り、上背と懐の深さを生かした、右四つの体勢からの寄りを得意とした相撲で期待されていた。同部屋の先輩でもある、横綱・鏡里によく可愛がられたという。ボソッと話す時錦に対し、兄弟子の若葉山はよく稽古を買ってくれた。
幕下で若干もたついたものの、1954年9月場所で新十両昇進、1956年1月場所で新入幕と順調に出世。当時、時津風部屋の期待の星であった。
1957年9月場所では幕内上位で6勝9敗と負け越したが、初日に千代の山を下手投げで破り、生涯唯一の金星を挙げている。
1958年1月場所では西前頭5枚目の地位で11勝4敗という好成績を残し、三賞受賞は逸したものの、同場所限りで引退した鏡里と入れ替わるように翌場所小結に初昇進（この時、鏡里は「自分の跡継ぎができたな」と言って喜んだという）。
しかし、同場所では4勝11敗と大きく負け越し、三役は結局この1場所しか務まらなかった。
その後、幕内下位に下がったところで脊椎と腰を負傷し、1959年11月場所では十両へと陥落。以後、幕内に復帰する事は叶わなかった。
現役晩年は3年以上十両で相撲を取り続け、東十両尻（18枚目）で迎えた1963年5月場所では、初日に四季の花に勝った後14連敗を喫し、次場所での幕下陥落が決定的となった。そして同場所終了後、引退を表明した。
なお、年寄名跡を取得できなかった事もあり、引退後は日本相撲協会に残らなかった。
1991年8月7日、逝去。享年60。
1961年1月場所より、十両陥落から巻き返すべく同郷の先輩幕内力士に肖った「出釈迦山（しゅしゃかやま）」と改名したつもりが、番付には「四釈迦山（ししゃかやま）」と書かれてしまった。しかし、そのままこの四股名で引退まで通した。また横綱・栃錦とほぼ同時期に活躍したため、発音が似ている2人の取組は行司や呼出、実況を困らせた。

## 主な成績・記録
- 通算成績：445勝448敗25休 勝率.498
- 幕内成績：136勝146敗18休 勝率.482
- 現役在位：65場所
- 幕内在位：20場所
- 三役在位：1場所（小結1場所）
- 三賞：無し
- 金星：1個（千代の山1個）
- 各段優勝
  - 三段目優勝：1回（1951年5月場所）

### 場所別成績
| | 一月場所 初場所（東京） | 三月場所 春場所（大阪） | 五月場所 夏場所（東京）  | 七月場所 名古屋場所（愛知） | 九月場所 秋場所（東京）  | 十一月場所 九州場所（福岡） |
| --- | ----------------------- | ----------------------- | ------------------------ | --------------------------- | ------------------------ | --------------------------- |
| 1949年 （昭和24年） | x                       | x                       | 番付外 3–3               | x                           | 西序ノ口4枚目 7–8        | x                           |
| 1950年 （昭和25年） | 西序二段14枚目 7–8      | x                       | 西序二段9枚目 6–9        | x                           | 西序二段10枚目 11–4      | x                           |
| 1951年 （昭和26年） | 東三段目32枚目 7–8      | x                       | 東三段目31枚目 優勝 13–2 | x                           | 東三段目4枚目 8–7        | x                           |
| 1952年 （昭和27年） | 東幕下33枚目 8–7        | x                       | 西幕下28枚目 8–7         | x                           | 西幕下21枚目 7–8         | x                           |
| 1953年 （昭和28年） | 西幕下21枚目 11–4       | 東幕下6枚目 3–5         | 西幕下8枚目 3–5          | x                           | 西幕下12枚目 6–2         | x                           |
| 1954年 （昭和29年） | 西幕下5枚目 5–3         | 西幕下筆頭 4–4          | 東幕下筆頭 7–1           | x                           | 西十両17枚目 7–8         | x                           |
| 1955年 （昭和30年） | 東十両18枚目 9–6        | 西十両13枚目 9–6        | 東十両7枚目 10–5         | x                           | 東十両2枚目 10–5         | x                           |
| 1956年 （昭和31年） | 東前頭19枚目 8–7        | 東前頭17枚目 9–6        | 東前頭15枚目 5–7–3       | x                           | 西前頭20枚目 9–6         | x                           |
| 1957年 （昭和32年） | 西前頭15枚目 10–5       | 東前頭7枚目 7–8         | 東前頭8枚目 10–5         | x                           | 東前頭3枚目 6–9 ★        | 西前頭4枚目 6–9             |
| 1958年 （昭和33年） | 西前頭5枚目 11–4        | 西張出小結 4–11         | 東前頭4枚目 6–9          | 西前頭6枚目 7–8             | 西前頭7枚目 6–9          | 東前頭11枚目 7–8            |
| 1959年 （昭和34年） | 東前頭12枚目 4–11       | 西前頭18枚目 8–7        | 西前頭15枚目 6–9         | 西前頭17枚目 7–8            | 東前頭18枚目 休場 0–0–15 | 東十両8枚目 3–5–7           |
| 1960年 （昭和35年） | 西十両17枚目 7–8        | 西十両17枚目 8–7        | 西十両12枚目 8–7         | 西十両12枚目 6–9            | 東十両14枚目 7–8         | 西十両15枚目 8–7            |
| 1961年 （昭和36年） | 西十両12枚目 9–6        | 東十両7枚目 6–9         | 西十両10枚目 5–10        | 東十両17枚目 8–7            | 東十両13枚目 7–8         | 西十両14枚目 8–7            |
| 1962年 （昭和37年） | 東十両11枚目 8–7        | 西十両7枚目 9–6         | 東十両2枚目 4–11         | 西十両9枚目 7–8             | 西十両10枚目 5–10        | 西十両15枚目 8–7            |
| 1963年 （昭和38年） | 東十両9枚目 6–9         | 東十両12枚目 5–10       | 東十両18枚目 引退 1–14–0 | x                           | x                        | x                           |
| 各欄の数字は、「勝ち-負け-休場」を示す。 優勝 引退 休場 十両 幕下 三賞：敢=敢闘賞、殊=殊勲賞、技=技能賞 その他：★=金星 番付階級：幕内 - 十両 - 幕下 - 三段目 - 序二段 - 序ノ口 幕内序列：横綱 - 大関 - 関脇 - 小結 - 前頭（「#数字」は各位内の序列） |                         |                         |                          |                             |                          |                             |

### 幕内対戦成績
| 朝汐(米川)     | 1 | 2 | 愛宕山       | 1 | 4 | 岩風   | 4    | 1 | 及川     | 6(1) | 1    |  |  |  |
| 大瀬川         | 4 | 3 | 大起         | 3 | 2 | 大ノ浦 | 1    | 1 | 大晃     | 2    | 6    |  |  |  |
| 小城ノ花       | 0 | 3 | 大蛇潟       | 0 | 1 | 海山   | 8    | 5 | 柏戸     | 1    | 1    |  |  |  |
| 金ノ花         | 2 | 1 | 神生山       | 3 | 0 | 神錦   | 3    | 0 | 起雲山   | 3    | 0    |  |  |  |
| 清ノ森         | 1 | 0 | 国登         | 3 | 5 | 鯉の勢 | 0    | 1 | 琴ヶ濱   | 1    | 6    |  |  |  |
| 櫻國           | 0 | 1 | 信夫山       | 1 | 4 | 嶋錦   | 6    | 6 | 清水川   | 3    | 5    |  |  |  |
| 高錦           | 2 | 3 | 玉乃海       | 1 | 2 | 玉響   | 0    | 2 | 千代の山 | 1    | 2    |  |  |  |
| 常錦           | 1 | 1 | 常ノ山       | 2 | 0 | 出羽錦 | 3    | 4 | 出羽ノ花 | 3    | 0    |  |  |  |
| 出羽湊         | 1 | 2 | 栃錦         | 0 | 6 | 栃光   | 2    | 5 | 鳴門海   | 2(1) | 5    |  |  |  |
| 成山           | 3 | 6 | 白龍山       | 2 | 1 | 羽嶋山 | 3    | 2 | 緋縅     | 0    | 1(1) |  |  |  |
| 秀湊           | 1 | 0 | 広瀬川       | 3 | 3 | 福田山 | 2    | 0 | 福ノ海   | 2    | 1    |  |  |  |
| 房錦           | 4 | 4 | 冨士錦       | 2 | 0 | 二瀬山 | 1    | 0 | 前ヶ潮   | 1    | 0    |  |  |  |
| 前ノ山(佐田岬) | 2 | 0 | 松登         | 0 | 3 | 三根山 | 2    | 6 | 宮錦     | 8    | 3    |  |  |  |
| 明歩谷         | 1 | 0 | 八染         | 3 | 1 | 吉井山 | 2(1) | 0 | 芳野嶺   | 2    | 3    |  |  |  |
| 吉葉山         | 0 | 2 | 雷虎山       | 1 | 0 | 若瀬川 | 6    | 2 | 若秩父   | 1    | 0    |  |  |  |
| 若ノ海         | 6 | 2 | 若乃花(初代) | 0 | 4 | 若前田 | 2    | 5 | 若三杉   | 0    | 4    |  |  |  |

## 改名歴
- 小林 恒則（こばやし つねのり）1949年10月場所 - 1952年9月場所
- 時錦 恒則（ときにしき - ）1953年1月場所 - 1960年11月場所
- 四釈迦山 恒則（ししゃかやま - ）1961年1月場所 - 1963年5月場所